# Caradrina perspicua
Caradrina perspicua là một loài bướm đêm trong họ Noctuidae.